# Métachromasie
L'effet métachromatique est la propriété de certains tissus (conjonctifs, musculaires, nerveux) à modifier leur couleur naturelle à l'aide d'un colorant, elle permet des études cytologiques en Microscopie Optique. Par exemple, le bleu de toluidine à pH acide réagit avec les tissus conjonctifs communs et passe du rouge au violet (indique la présence de glucides). Plus simplement c'est la modification de couleur par rapport aux molécules fixées par le colorant.
Exemples de colorants :
- Bleu de Toluidine
- Acridine
- Orange G (colorant fluorescent)
- L'Hémalun-éosine